# Новоалександровка (Подгоренский район)
Новоалександровка — хутор в Подгоренском районе Воронежской области.
Входит в состав Гришевского сельского поселения.

## География
- ул. Зелёная
- ул. Новоалександровская

## Население
| 1859 | 1897  | 2010 |
| ---- | ----- | ---- |
| 622  | ↗6034 | ↘12  |